# Жаба в дирижаблі
Жаба в дирижаблі — український музичний гурт.

## Історія

### 1989 — початки
Група «Жаба в дирижаблі» була створена восени 1989 року київським клоуном і шоуменом Богданом Харченком (він же «Лисий», «Бодякиевский» і «Харч»), досить відомий на рокерських тусовках. Він запропонував з'єднати клоунаду з рок-н-ролом. Лисий звертається до брата дружини на ім'я Сергій (Чіня) із пропозицією зібрати групу. Чіня дзвонить молодшому братові Богдану Грибовскому й другові Славі Дьяченко й ті з радістю підтримують ідею. У першому варіанті група називалася «Други — Вуги» з визначенням стилю радіоактивний панк. Згодом приходить Сергій Едемский. У пошуках репетиційної бази вони знайшли бомбосховище, там, на підлозі стрибала велика й гарна земляна жаба. Так народилася назва групи «Жаба в дирижаблі».
У перший «жабский» склад увійшли:
- Богдан Харченко — вокал, автор музики й текстів,
- Сергій Ачинян (Чіня) — гітара, вокал,
- В'ячеслав Дьяченко (Асик) — бас,
- Богдан Грибовский (Гриб) — барабани,
- Сергій Едемский — акордеон.

Перший виступ групи відбувся в грудні 1989 року. Тоді команда виступила разом із групами «Кому Вниз» й «Банита Байда» у Києві в Будинку торгівлі. Самобутність і новаторство стало відмітною рисою групи.
Дебютний альбом писався в різний час й у різних місцях але так і не був закінчений у нього входили такі пісні: «Дівчинка», «Буратіно», «Харє — Кришна ?», «Собачка», «Краватка», «Бабайка», «Белочка», «Церква», «Дід Мороз» і гімн «Жаба в дирижаблі».
Потім був не великий рок-фестиваль «Золотий інтеграл».
Квітень 1990 року Рок-фестиваль «Від патології до екології».
Якщо говорити про імідж «Жаби» зразка 1990 року то це було яскраве театрально-клоунське шоу, де музика не переважала над видовищем, — вони скоріше були рівноправними партнерами.
Паралельно граючи з «Жабою» Богдан («Лисий») захопився мистецтвом пантоміми, і пише музику й тексти в стилі білогвардійської пісні (шансон). Назвавши, дует «Брати Карамазови» (не плутати з однойменною київською рок — групою Брати Карамазови), і виступаючи разом із Сергієм Едемским, намагається розширити свій невгамовний талант.
Поступово він відходить від творчості в групі. Наприкінці 1990 року він залишає своє дітище й переїжджає в Чикаго (США) на ПМЖ.

### 1990 — з Ангеліною
Незабаром до «Жаби» приєднується Олександр Єфімов (соло — гітара). Екс-гітарист групи «Ностальгія по Мезозої». Підсиливши гітарний саунд і професійний підхід до аранжування пісень.
Небагато пізніше він приводить до складу групи вокалістку Ангеліну Гаврикову (вокал). Про такий голос — ніжний й упевнений, група могла тільки мріяти. Ліна стала Музою й інтегральною частиною вокалу групи й чудовою акторкою на сцені. І в «Жаби» починається новий період. Склад групи з 1990 по 1995 року.
- Ангеліна Гаврикова — вокал;
- Сергій Ачинян — вокал, гітара («Чіня»);
- Сергій Едемский — акордеон;
- В'ячеслав Дьяченко — бас («Асик»);
- Олександр Єфімов — гітара, акордеон;
- Богдан Грибовский — барабани («Гриб»);
- Євгеній Ковальчук — концертний звукорежисер («Жу-жу»);

Серія успішних концертів — підігрівала народну любов до їхньої творчості. Як результат в 1991 року «Жаба» бере участь в другому всеукраїнському фестивалі сучасної поп і рок музики «Червона Рута» (м. Запоріжжя), де стає лауреатом, посівши почесне третє місце в жанрі рок — музики. Де композиція «Саддам Хусейн» побиває всі можливі рекорди в «рутовских» номінаціях.
Тусовка, що складалася з переможців «Червоної Рути» протягом 91 й 92-го років гастролює по Україні, а потім по Східній і Західній Європі. Весело квакаючи «Жаба в дирижаблі» пролетіла над містами Чехії, Словаччини, Польщі, Німеччини, Бельгії й Франції. До речі, про Францію, — Париж надихнув групу на створення пісні «Бажання на вулицях Парижа», що виконується чомусь німецькою мовою.
Жаба в дирижаблі подорожує фестивалями, колекціонуючи нагороди: вересень 1991 року — Нова Каховка, шостий фестиваль Рок-н-ролу «Таврійський» — пісня «Саддам Хусейн» стала найкращою піснею фестивалю, а гітарист Олександр Єфімов був визнаний найкращим гітаристом фестивалю.
1992 рік — фестиваль «Вивих» (Львів), Другий всеукраїнський фестиваль рок і поп музики «Тарас Бульба» (Дубно), «Рок-н-рол на руїнах» (Київ).
1993 рік перемога на другому міжнародному фестивалі «Teen Wave» (Вольногорск), успішний виступ на 13-м фестивалі українській культурі в Польщі «Сопот — 93».
Навесні того ж року багато тисячним тиражем виходить перший альбом рок групи «Жаба в дирижаблі», що складається з п'ятнадцяти пісень. Альбом вийшов одночасно в трьох країнах — в Україні, Польщі й Бельгії.
1994 р. — на Першому національному телевізійному фестивалі «Нові Зірки Старого Року», український варіант «Грими» де «Жабу» визнано найкращою в номінації Рок — група напрямку «панк — рок».
Сходинка за сходинкою, «Жаба» піднімається нагору по зоряній драбинці. І хотілося б, як у добрій старій казці, розповідати про те, як маленька зелена жабка стає, на кінець, царівною, але…
Наприкінці 1994 року групу залишає за сімейними обставинами фантастична вокалістка Ангеліна Гаврикова (через якийсь час вона стала мамою), і все вокальне навантаження залишається на гітаристі Сергієві Ачиняне (Лагодячи), що у той час уже виконує половину репертуару команди.
У такому складі група проіснувала ще біля року, активно концертуючи, але наприкінці 1995 року практично перестала існувати. На жаль, у плані розкручування вони — цілковитий андеграунд, при загальному захваті не найшлося музичної ділової людини (продюсер, директор)який взяв би на себе рішення фінансових проблем «Жаби в дирижаблі», «Жаба залягла на дно!!!»
Пройшло два роки. Ангеліна Гаврикова встигла народити сина й скучити по сцені. Сергій Ачинян спробував себе як музичний редактор. Сергій Едемский занурився в малий (або середній) бізнес. В'ячеслав Дьяченко працював настроювачем піаніно й устигав грати в різних київських рок групах. Олександр Єфімов вів музичні передачі на радіо «Промінь» і займався аранжуванням ведучих виконавців української естради.

### 1998 - відродження
1998 року відбулося відродження «Жаби»:
- Ангеліна Гаврикова — вокал;
- Сергій Ачинян — вокал;
- В'ячеслав Дьяченко — бас;
- Олександр Єфімов — комп'ютери, гітара, акордеон;
- Андрій Рижов — концертний звукорежисер;

У музичній стилістиці відбулися зміни, група працює в «Real Time-3» — на записані семпли — живі — бас, гітара й вокал.
У цьому ж році була закінчена робота над записом другого альбому групи «Сонце в моїй голові», який складається із шістнадцяти пісень, як нових, так і рімейків зі старого матеріалу.
Симбіоз семплів і живих звуків, цілісний стильний альбом. Тексти «жаби» залишилися такими ж яскравими, всі шістнадцять пісень слухаються на одному подиху, хоча виконуються українською, російською, і навіть німецькою. Композиції «Растаман» й «Конопельки» особливо розвеселять й обрадують шанувальників JAH. Ліричного настрою задають такі пісні «Хоробро», «Паровоз», «Пум-Пум-Пум» й «Зелений Peace» по новому зазвучали «Жучки Смердючки», «Зелений горошок» й «Гамак».
Особливої уваги заслуговують такі пісні: «Мила принцеса», «Слон», «Либен Августин» (гімн пиву) тому що вони зовсім не схожі на композиції раннього періоду групи, і відрізняються своїм досить твердим саундом й еклектичністю.
На українському ТВ з'явився кліп на пісню «Зелений Peace» або «Green Peace». Але на жаль він був мало помічений через відсутність засобів на його розкручування.
Відбулася прес конференція перед презентацією нового альбому із записом на телеканалі «Тоніс».
Відновилася концертна діяльність і підготовка до десятиліття групи наступного року (1999), але цим планам не призначено було збутися. Група припинила своє існування. Альбом був записаний але тиражування не відбулося.

## Альбоми
- Жаба в дирижаблі (1993)
- Сонце в моїй голові (1998)

## Кліпи
- Зелений Peace (1998)
- колекція кліпів жаби в дирижаблі на ютубі [Архівовано 28 вересня 2016 у Wayback Machine.]